# Фантазія про зґвалтування
Фантазія про зґвалтування (іноді її називають насиллям) — сексуальна фантазія, яка передбачає уявлення або вдавання примусу чи силового примушування іншої особи до сексуальної активності. У сексуальних рольових іграх це включає в себе розігрування ролей примусового сексу. Порнографія про зґвалтування — це література або зображення, пов'язані зі зґвалтуванням, а іноді й із Стокгольмським синдромом як засобом сексуального збудження.

## Фантазія
Дослідження показали, що фантазії про зґвалтування є поширеною сексуальною фантазією як чоловіків, так і жінок. Фантазія може включати фантазера або як того, кого примушують до сексу, або як кривдника. Інше дослідження показало, що більше половини респонденток у своєму житті мали фантазії про примусовий секс.
Найбільш часто згадувана гіпотеза про те, чому жінки фантазують про те, що їх примушують до сексуальної активності, полягає в тому, що ця фантазія уникає спричиненого суспільством почуття провини — жінка не повинна визнавати відповідальність за свої сексуальні бажання та поведінку. Дослідження 1978 року, проведене Моро та Фоллінгстадом підтвердило цю гіпотезу та виявило, що жінки з високим рівнем почуття провини за статевий акт частіше повідомляють про фантазії, присвячені тому, що вони переможені, доміновані та безпорадні. Навпаки, Пеллетьє та Герольд використали іншу міру провини й не знайшли кореляції. Інші дослідження показують, що жінки, які повідомляють про примусові сексуальні фантазії, мають більш позитивне ставлення до сексуальності, що суперечить гіпотезі провини. Нове дослідження 1998 року, проведене Страссбергом і Локером, виявило, що жінки, які фантазували про силу, загалом були менш винними та більш еротофільними, і, як наслідок, мали більш часті та різноманітні фантазії. Однак у ньому сказано, що фантазії про силу не є найпоширенішими чи найчастішими.
Чоловіча сексуальна фантазія про зґвалтування жінки може викликати сексуальне збудження або від уяви сцени, в якій жінка спочатку заперечує, але потім починає любити і врешті-решт бере участь у статевому акті, або від уяви, в якій жінці це не подобається, і збудження пов'язане з ідеєю заподіяння їй болю.

### Поширеність серед статей
Численні дослідження показали, що фантазії про примус до сексу зазвичай зустрічаються в представників усіх статей. 45,8 % чоловіків у дослідженні 1980 року повідомили, що фантазували під час гетеросексуального акту про «сцену, де [у них було] враження, що їх зґвалтувала жінка» (3,2 % часто та 42,6 % іноді), 44,7 % сцен, де спокушена жінка «робить вигляд, що опирається» і 33 % зґвалтували жінку.
Дослідження, проведене в 1998 році в Archives of Sexual Behavior, під час якого було опитано 137 студенток бакалаврату віком від 18 до 40 років, виявило, що 40 % коли-небудь мали фантазію, у якій їх «пересилили або змусили здатися». Це було менше, ніж у тих, хто мав фантазії, у яких вони уявляли собі «займатися сексом у громадському чи напівпублічному місці» (57 %), але вище, ніж у тих, хто мав фантазії, у яких вони уявляли себе «танцівницею стриптизу, дівчиною гарему або інші ролі» (35 %). Населення, яке повідомило про ці фантазії та «дуже ймовірно» втілило цю фантазію в життя, становило 6 %. Середня частота, з якою жінки, які сказали, що у них у минулому були фантазії про зґвалтування, відчували фантазію про зґвалтування, становила три рази на місяць. Навпаки, дослідження, опубліковане в The Journal of Sex Research за 2009 рік, в якому брали участь 355 студентів, 81 % з яких були у віці від 18 до 21 року, показало, що «62% жінок мали фантазії про зґвалтування». Було виявлено, що з усієї вибірки 32 % не мали фантазій про зґвалтування, 49 % мали фантазії про зґвалтування раз на місяць або рідше, а 14 % мали фантазії про зґвалтування раз на тиждень або частіше.
У нещодавньому дослідженні, проведеному серед понад 4000 американців, 61 % жінок-респонденток фантазували про примус до сексу; тим часом серед чоловіків ці цифри становили 54 %.

## Рольова гра
Однією з форм сексуальних рольових ігор є фантазія про зґвалтування, яка також називається захопленням або примусовою сексуальною ігрою. У колах БДСМ (а іноді й поза цими колами) деякі люди вирішують розігрувати сцени зґвалтування, причому спілкування, згода та безпека є особливо важливими елементами. Хоча згода є ключовим компонентом будь-якої сексуальної рольової гри, ілюзія відсутності згоди (тобто зґвалтування) важлива для підтримки цього типу фантазії. Таким чином, безпечне слово є звичайним засобом безпеки, враховуючи те, що слова, які зазвичай зупиняють сексуальну активність (наприклад, «стоп»), часто ігноруються в цих сценах. Продовження сексуальної рольової гри після використання безпечного слова вважається зґвалтуванням, оскільки використання безпечного слова означає відкликання згоди.

## Подальше читання
- Desmond Ravenstone (2005). Ravishment: The Dark Side of Erotic Fantasy. ISBN 1-4116-5547-8ISBN 1-4116-5547-8.
- Desmond Ravenstone, «Ravishment 101»